# 基娅拉·塔巴尼
基娅拉·塔巴尼（義大利語：Chiara Tabani，1994年8月27日—），意大利女子水球运动员。她曾代表意大利国家队参加2016年夏季奥林匹克运动会女子水球比赛，结果获得一枚银牌。